# Мухарка ангольська
Мухарка ангольська (Melaenornis brunneus) — вид горобцеподібних птахів родини мухоловкових (Muscicapidae). Ендемік Анголи.

## Підвиди
Виділяють два підвиди:
- M. b. brunneus (Cabanis, 1886) — рівнини західної Анголи;
- M. b. bailunduensis (Neumann, 1929) — пагорби західної Анголи.

## Поширення і екологія
Ангольські мухарки є ендеміками західної Анголи. Вони живуть у вологих рівнинних тропічних лісах і на плантаціях.